# Anka Jristolova
Anka Tomova Jristolova (búlgaro: Анка Томова Христолова) (12 de enero de 1955, Koprivlen) es una exjugadora de voleibol de Bulgaria. Su apellido de casada fue primero Uzunova (Узунова) i después Tomova (Томова). Fue internacional con la Selección femenina de voleibol de Bulgaria. Compitió en los Juegos Olímpicos de Moscú 1980 en los que ganó la medalla de bronce y en los que jugó los cinco partidos.